# MONGOL800
MONGOL800，日本沖繩縣出身的三人搖滾樂團，1998年組成，隸屬於HIGHWAVE。常被簡稱為（Monpachi）的MONGOL800是日本由地下樂團發跡但逐漸登上主流舞台的團體中非常具有代表性的一個。其代表作有《Happy Birthday》、《小小戀歌》、《特別為你》等歌曲。

## 經歷
1998年夏天就讀高中期間組成樂團。樂隊名的由來純粹是儀間崇忽發奇想的名字，與蒙古並沒有任何關係。自主製作《START》和之後，1999年12月以錄音室專輯《GO ON AS YOU ARE》作為地下樂團出道，該專輯首先僅在沖繩縣發後，於2000年4月才全國發售。2001年9月，第2張錄音室專輯《MESSAGE》發行，發行七個月後取得Oricon公信榜專輯榜冠軍，成為日本第一支取得Oricon冠軍的地下樂團。《MESSAGE》總銷量超過280萬張，是前所未有的地下專輯高銷量，也是至今日本銷量最高的地下專輯。MONGOL800一躍成為日本的代表性青春樂團。
2002年，拒絕了NHK參加紅白歌合戰的邀請。新年前夜，在故鄉沖繩的一間小夜店內舉行了跨年演唱會。
2003年4月，在意大利成功舉行演唱會。
2004年初，舉行全國47個都道府縣巡迴演唱會「MONGOL800全國 PARTY!!～百百2004～」。
2005年3月，在澳門舉行演唱會；11月在洛杉磯舉行演唱會。
2005年8月在東京和大阪舉行「MONGOL800 ga LIVE」，10月在大阪、愛知、北海道、宮城、東京、福岡舉行「MONGOL800 ga LIVE 2」。
2006年，再次舉行舉行全國47個都道府縣巡迴演唱會「MONGOL800 Daniel's TOUR 2006」。
2009年，第三次舉行全國47個都道府縣巡迴演唱會「MONGOL800 eight-hundreds tour 2009」。
2009年12月7日，舉行首次體育館演唱會「MONGOL800 ga Live at 日本武道館」。
2012年7月25日，首次在台灣舉行演唱會「MONGOL800 ga LIVE ～tropical tour '12～」。
MONGOL800向來以不參與電視節目演出知名，但在2007年9月21日曾參與的演出，並於數日後的10月2日參與深夜音樂節目《我們的音樂》的演出，原因是「可以和奧田民生共演」。2009年再次單獨參與《我們的音樂》演出。至於MONGOL800第一次出席主流音樂節目，是在2013年時以迎接創團15週年為由，在1月25日播出的《MUSIC STATION》中現場演唱了招牌曲《小小戀歌》。
2017年8月26日，台灣高雄參加「火球祭」演出。
2019年4月，吉他手仪间因身体原因暂停活动，同年7月宣布退出乐队。

## 成員
- 上江洌清作（1981年2月15日 - ）

主唱、貝斯手。沖繩國際大學文學部英文學科畢業
- 儀間崇（1980年10月9日 - ）

吉他手
- 高里悟（1980年8月17日 - ）

鼓手。四國大學畢業

## 作品列表

### 自主制作
1. START

### 專輯
1. GO ON AS YOU ARE （1999年12月沖繩發行 / 2000年4月7日全國發行）
2. MESSAGE （2001年9月16日）
3. 百百 （2004年3月18日）
4. Daniel （2006年8月8日）
5. etc works （2008年7月8日）
6. eight-hundreds （2009年7月8日）
7. etc works 2 （2011年5月18日）

### 單曲
1. 歡欣之歌 （2003年12月6日）
2. special thanks!! （2008年12月3日）

### DVD
1. DVD800 Daniel's Tour 2006（2007年7月10日）
2. DVD800 SPECIAL BOXX!!（2010年10月6日）

### 參加作品
- HUSKING BEE（2007年3月21日）
  - 14.Overlap Waltz
- UNICORE TRIBUTE （2007年10月24日）
  - 2.大迷惑
- FUNFAIR（2007年11月28日）
  - 12.Remember (RIP SLYME with MONGOL800)
- 沖繩故鄉之歌（2008年2月）
  - (作詞：上江洌清作)
- NEW STANDARD （2008年2月）
  - 2.不是一個人 (SOFFet with MONGOL800)

## 外部連結
- MONGOL800 HOME PAGE （页面存档备份，存于） - 官方網站